# Giórgos Merkís
Giórgos Merkís (en grec moderne : Γιώργος Μερκής), né le 30 juillet 1984 à Limassol en Chypre, est un footballeur international chypriote, qui évolue au poste de défenseur.

## Biographie

### Carrière de joueur
Giórgos Merkís dispute deux matchs en Ligue des champions, et 15 matchs en Ligue Europa,.

### Carrière internationale
Giórgos Merkís compte 32 sélections et 1 but avec l'équipe de Chypre depuis 2006. 
Il est convoqué pour la première fois par le sélectionneur national Ángelos Anastasiádis pour un match amical contre l'Arménie le 1er mars 2006 (victoire 2-0). Par la suite, le 16 novembre 2014, il inscrit son unique but en sélection contre Andorre, lors d'un match des éliminatoires de l'Euro 2016 (victoire 5-0).

## Palmarès
- Avec l'Apollon Limassol
  - Champion de Chypre en 2006
  - Vainqueur de la Coupe de Chypre en 2010 et 2013
  - Vainqueur de la Supercoupe de Chypre en 2006
- Avec l'APOEL Nicosie
  - Champion de Chypre en 2016, 2017 et 2019
  - Coupe de Chypre Finaliste : 2017.

## Statistiques

### Buts en sélection
Le tableau suivant liste tous les buts inscrits par Giórgos Merkís avec l'équipe de Chypre :